# マイ・ラッキー・チャンス
『マイ・ラッキー・チャンス』は宝塚歌劇団の舞台作品。月組公演。
形式名は「ミュージカル・ショー」。18場。
公演期間は1978年3月24日から5月9日（第一回・新人公演：4月14日、第二回・新人公演：4月28日）まで宝塚大劇場で公演された。東京では上演されていない。
併演作品は『祭りファンタジー』。宝塚歌劇団64期生の初舞台公演演目であった。

## 解説
※『宝塚歌劇100年史（舞台編）』の宝塚大劇場公演のページを参照
"チャンス"を題材にしたショー作品。ラッキー（演：榛名由梨）とクッキー（演：順みつき）の兄弟が、友人のルッキー（演：瀬戸内美八）と共にレッスンに励み、オーディションに受かってスターになることを夢見る。

## スタッフ
- 作・演出：横澤英雄[1]
- 音楽[4]：高井良純、中元清純、前田憲男
- 音楽指揮：橋本和明[4]
- 振付[4]：司このみ、羽山紀代美、山田卓、中川久美
- 装置：石浜日出雄[4]
- 衣装：静間潮太郎[4]
- 照明：今井直次[5]
- 音響：松永浩志[5]
- 小道具：万波一重[5]
- 効果：川ノ上智洋[5]
- 合唱指導：橋本和明[5]
- 演出助手[5]：三木章雄、小池修一郎
- 制作：橋本雅夫[5]